# Westerly
Westerly ist eine Stadt an der Südküste des Washington Countys, Rhode Island, Vereinigte Staaten. Die Stadt wurde 1669 von John Babcock gegründet. Das U.S. Census Bureau hat bei der Volkszählung 2020 eine Einwohnerzahl von 23.359 ermittelt.
Die Stadt im äußersten Südwesten von Rhode Island wird im Westen begrenzt vom Pawcatuck River, der hier die Grenze zum Nachbarstaat Connecticut ist und die Stadt auch vom dort liegenden Nachbarort Pawcatuck trennt.
In Westerly sind heute Industrien wie Textilwaren und Tourismus ansässig, aber auch in der Vergangenheit war Westerly wegen seines Granits berühmt, der in den Steinbrüchen von Bradford und Potter Hill abgebaut wird.

## Geschichte
Das Gebiet des südlichen Rhode Island – und damit auch das des späteren Westerly – war ursprünglich von den Narraganset-Indianern bewohnt. Ab dem Anfang des 17. Jahrhunderts begann die Besiedlung durch britische Auswanderer, die sich zunehmend in Neuengland ausbreiteten und Kolonien gründeten. 
Wegen anhaltender Streitigkeiten der englischen Kolonien in Rhode Island, Connecticut und Massachusetts unterstellte König Karl II. 1665 das umstrittene Gebiet unter seine eigene Verwaltung und nannte es King' County. 1669 wurde das County zunächst in die Stadt Westerly umgewandelt, und dann nach und nach in die vier eigenständigen Gebiete Westerly, Charlestown, Richmond und Hopkinton aufgeteilt.
In der Atlantischen Hurrikansaison 2021 gingen bei Westerly mit Elsa (am 9. Juli) und Henri (am 22. August) gleich zwei Tropenstürme an Land. Auch die Uhrzeit des Landfalls (jeweils 12:15 EDT) war bei beiden Stürmen identisch.

## Söhne und Töchter der Stadt
- Samuel Ward (1756–1832), Soldat im Amerikanischen Unabhängigkeitskrieg und Delegierter der Hartford Convention und der Annapolis Convention
- Isaac Saunders (1808–1888), Politiker, Vizegouverneur von Rhode Island
- Nathan Fellows Dixon II (1812–1881), Politiker, Vertreter von Rhode Island im US-Repräsentantenhaus
- Stephen Wilcox (1830–1893), Miterfinder des Wasserrohrkessels
- Nathan Fellows Dixon III (1847–1897), Politiker, Vertreter von Rhode Island in beiden Kammern des US-Kongresses
- Ellen Fitz Pendleton (1864–1936), Mathematikerin und 6. Präsidentin des Wellesley College
- John Matthew O’Connell (1872–1941), Politiker, Vertreter von Rhode Island im US-Repräsentantenhaus
- Elliott Thorpe (1897–1989), Offizier und Leiter der Spionageabwehr im Pazifikkrieg
- Ruth Buzzi (1936–2025), Schauspielerin
- Jay Luck (* 1940), Leichtathlet, Hürdenläufer
- Don Wise (1942–2024), R&B-Musiker, Saxophonist
- Dr. Luke (* 1973 als Łukasz Sebastian Gottwald), Musiker, Songschreiber und Produzent